# Кабожа (Вологодская область)
Кабожа — деревня в Чагодощенском районе Вологодской области.
Входит в состав Белокрестского сельского поселения, с точки зрения административно-территориального деления — в Белокрестский сельсовет.
Расположена на правом берегу реки Кобожа. Расстояние по автодороге до районного центра Чагоды — 24 км, до центра муниципального образования села Белые Кресты — 17 км. Ближайшие населённые пункты — Костылева Гора, Мардас, Трухново.
По переписи 2002 года население — 8 человек.